# سبنسر نيلسون
سبنسر نيلسون (بالإنجليزية: Spencer Nelson)‏ مواليد 11 يوليو 1980 في بوكاتيلو، هو مدرب كرة سلة أمريكي ولاعب معتزل. بدأ مسيرته الاحترافية في سنة 2005. اعتزل اللعب في 2015.

## المسيرة الاحترافية
لعب مع بروس باسكتس في الدوري الألماني في موسم 2005–2006، ثم لعب مع تريفيزو لكرة السلة في الدوري الإيطالي في موسم 2006–2007، ثم لعب مع فورتيتودو بولونيا في موسم 2007–2008، ثم لعب مع أريس في موسم 2008–2009، ثم لعب مع سي بي غران كناريا في الدوري الإسباني من سنة 2010 إلى 2013، ثم لعب مع منز سانا 1871 باسكت في موسم 2013–2014، ثم لعب مع رير فينيزيا مستري في موسم 2014–2015.

## روابط خارجية
- سبنسر نيلسون على موقع الاتحاد الدولي لكرة السلة (الإنجليزية)
- سبنسر نيلسون على موقع الدوري الأوروبي لكرة السلة (الإنجليزية)
- سبنسر نيلسون على موقع الدوري الإسباني لكرة السلة (الإسبانية)
- سبنسر نيلسون على موقع كرة السلة الأوروبية.كوم (الإنجليزية)
- سبنسر نيلسون على موقع كلية كرة السلة في سبورتس رفرنس.كوم (الإنجليزية)
- سبنسر نيلسون على موقع ريلجم (الإنجليزية)
- سبنسر نيلسون على موقع بروبوليرز (الإنجليزية)
- سبنسر نيلسون على موقع سبورتس رفرنس (الإنجليزية)